# Hyloscirtus simmonsi
Espèce
Synonymes
- Hyla simmonsi Duellman, 1989

Statut de conservation UICN

 VU  : Vulnérable
Hyloscirtus simmonsi est une espèce d'amphibiens de la famille des Hylidae.

## Répartition
Cette espèce est endémique de Colombie. Elle se rencontre entre 1 100 et 2 000 m d'altitude sur le versant pacifique de la cordillère Occidentale dans le Sud d'Antioquia, l'Ouest de Risaralda, au Quindío, dans le sud du Chocó et dans le Nord de Valle del Cauca,.

## Étymologie
Cette espèce est nommée en l'honneur de John Edward Simmons.

## Publication originale
- Duellman, 1989 : New species of hylid frogs from the Andes of Colombia and Venezuela. Occasional Papers of the Museum of Natural History, University of Kansas, no 131, p. 1-12 (texte intégral).